# Peter Longerich
Peter Longerich (nascido em 1955 em Krefeld) é um professor de História alemão. É visto pelos seus pares, incluindo Ian Kershaw, Richard Evans, Timothy Snyder, Mark Roseman e Richard Overy, como um dos maiores especialistas alemães sobre o Holocausto.

## Trabalhos publicados
- The Unwritten Order: Hitler's Role in the Final Solution. Stroud: Tempus Publishing. 2003 [2001]. ISBN 978-0-7524-2564-1
- Holocaust: The Nazi Persecution and Murder of the Jews. Oxford: University Press. 2010. ISBN 978-0-19-280436-5
- Heinrich Himmler: A Life. Oxford: University Press. 2011. ISBN 978-0-19-959232-6
- Goebbels: A Biography. [S.l.]: Random House. 2015. ISBN 978-1400067510